# Corentin Cariou (métro de Paris)
Pour les articles homonymes, voir Corentin Cariou et Cariou.
Corentin Cariou est une station de la ligne 7 du métro de Paris, située dans le 19e arrondissement de Paris.

## Situation
La station est implantée à la jonction de l'avenue Corentin-Cariou avec l'avenue de Flandre, à hauteur du pont ferroviaire de la ligne de Petite Ceinture, au sein du quartier du Pont-de-Flandre. Orientée selon un axe nord-est/sud-ouest, elle s'intercale entre les stations Porte de la Villette et Crimée.

## Histoire
La station est ouverte le 11 novembre 1910, soit six jours après la mise en service du premier tronçon de la ligne 7 entre Opéra et Porte de la Villette, intervenue le 5 octobre précédent. Jusqu'à son achèvement, les rames de métro la traversaient sans y marquer l'arrêt. Sa desserte est ensuite assurée par l'ensemble des circulations de la ligne dans un premier temps, puis par une rame sur deux à compter de l'inauguration du tronçon entre Louis Blanc et Pré-Saint-Gervais le 18 janvier 1911, exploité sous la forme d'un embranchement recevant l'autre moitié des trains.
Elle doit sa dénomination initiale de Pont de Flandre à sa relative proximité avec le pont enjambant le canal Saint-Denis (ouvrage ayant donné son nom au quartier du Pont-de-Flandre) et permettant à la rue de Flandre, principale voie de la commune de La Villette, de déboucher sur la porte du même nom. La gare éponyme de la Petite Ceinture, fermée en 1934, était établie à proximité.
Le 10 février 1946, le nom de la station change pour devenir Corentin Cariou, en même temps que l'ancienne avenue du Pont-de-Flandre est renommée « avenue Corentin-Cariou » par la mairie de Paris en hommage à Corentin Cariou (1898-1942), conseiller municipal communiste du 19e arrondissement, retenu en otage et fusillé par les nazis durant l’Occupation allemande. La station fait ainsi partie des huit du réseau à avoir vu son nom modifié à l'issue de la Seconde Guerre mondiale afin d'honorer la mémoire de résistants morts pour la France, avec les stations Trinité - d'Estienne d'Orves (ligne 12), Charles Michels (ligne 10), Colonel Fabien (ligne 2), Corentin Celton (ligne 12), Guy Môquet (ligne 13), Jacques Bonsergent (ligne 5) et Marx Dormoy (ligne 12).
Depuis le 3 décembre 1967, la station est de nouveau desservie par l'ensemble des circulations de la ligne à la suite du débranchement de l'antenne vers Pré-Saint-Gervais, laquelle constitue depuis lors une navette indépendante, l'actuelle ligne 7 bis, en raison de sa moindre fréquentation par rapport à la branche de Porte de la Villette, qui aboutit à un important terminus de lignes d'autobus de banlieue.
Dans le cadre du programme « Renouveau du métro » de la RATP, la station est entièrement rénovée le 23 novembre 2001 avec le renouvellement du traditionnel carrelage blanc biseauté.
Le 8 novembre 2017, une fourgonnette tombe accidentellement dans une bouche d'accès à la station, provoquant trois blessés légers. Il n'y avait aucun conducteur au volant du véhicule utilitaire, qui était garé dans une pente et aurait alors dérivé à la suite d'un défaut de serrage du frein à main.

### Fréquentation
Selon les estimations de la RATP, la station a vu entrer 2 766 678 voyageurs en 2019, ce qui la place à la 191e position des stations de métro pour sa fréquentation,. En 2020, avec la crise du Covid-19, son trafic annuel tombe à 1 329 810 voyageurs, la reléguant alors au 196e rang, avant de remonter progressivement en 2021 avec 1 697 076 entrants comptabilisés, ce qui la rétrograde cependant à la 209e position des stations de métro pour sa fréquentation cette année-là.

## Services aux voyageurs

### Accès
La station dispose de deux accès débouchant de part et d'autre de l'avenue Corentin-Cariou, au nord-est du pont ferroviaire de la Petite Ceinture, constitués pour chacun d'un escalier fixe :
- l'accès no 1 « Rue Benjamin-Constant » se trouvant au droit du no 5 de l'avenue Corentin-Cariou, à l'angle avec le sentier de la Station ;
- l'accès no 2 « Avenue Corentin-Cariou - Cité des sciences et de l'industrie » se situant face au no 2 de l'avenue précitée, à l'angle avec la rue Rouvet.

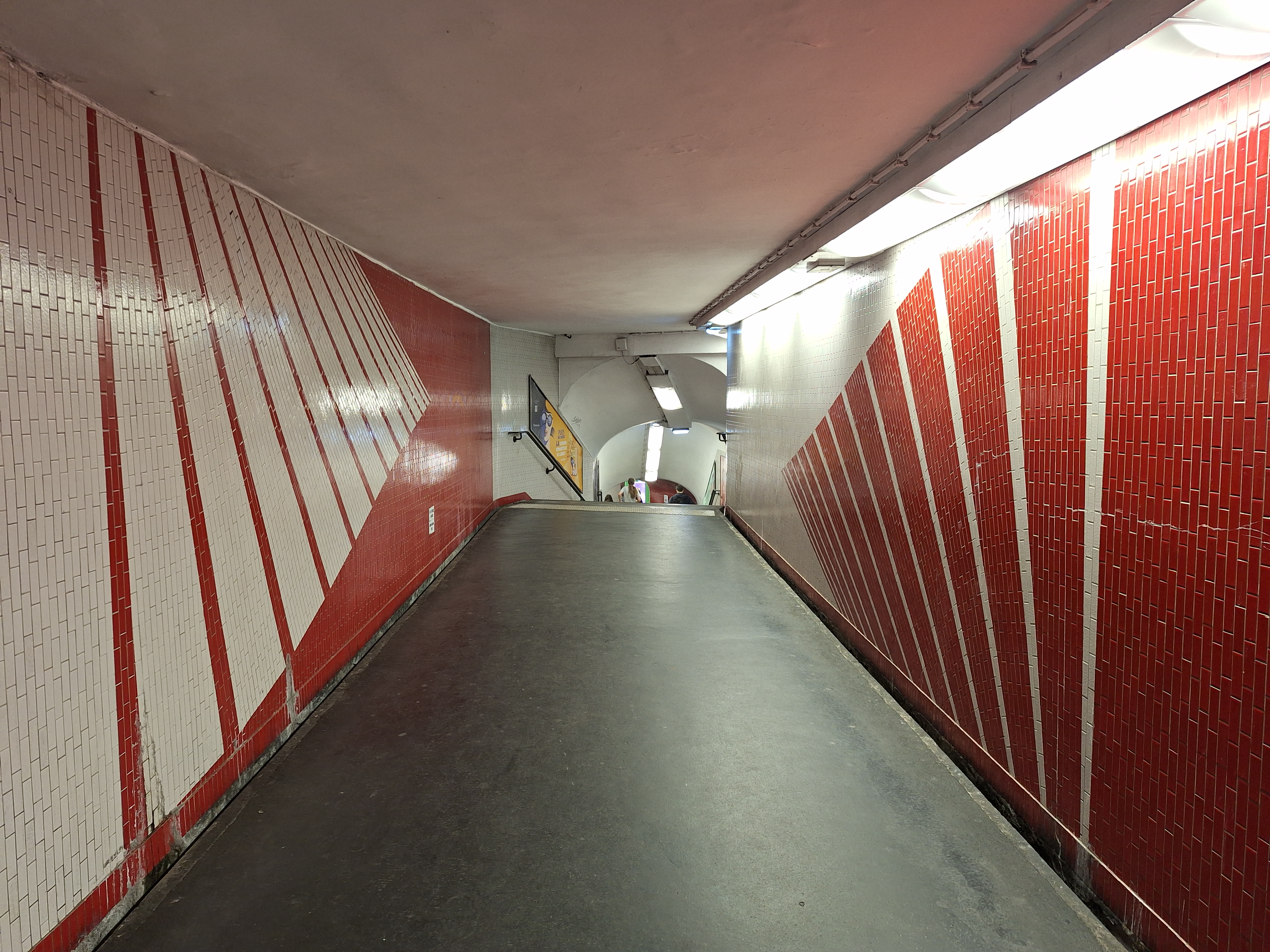
Mosaïque De la verticale à l'oblique de l'artiste Hervé Mathieu-Bachelot, entre les quais et le hall d'accueil.

Chaque accès est agrémenté d'une balustrade en fer forgé dans le style Dervaux des années 1930, mais dont le candélabre d'origine a laissé place ultérieurement à un mât avec un « M » jaune inscrit dans un cercle.

Accès à la station
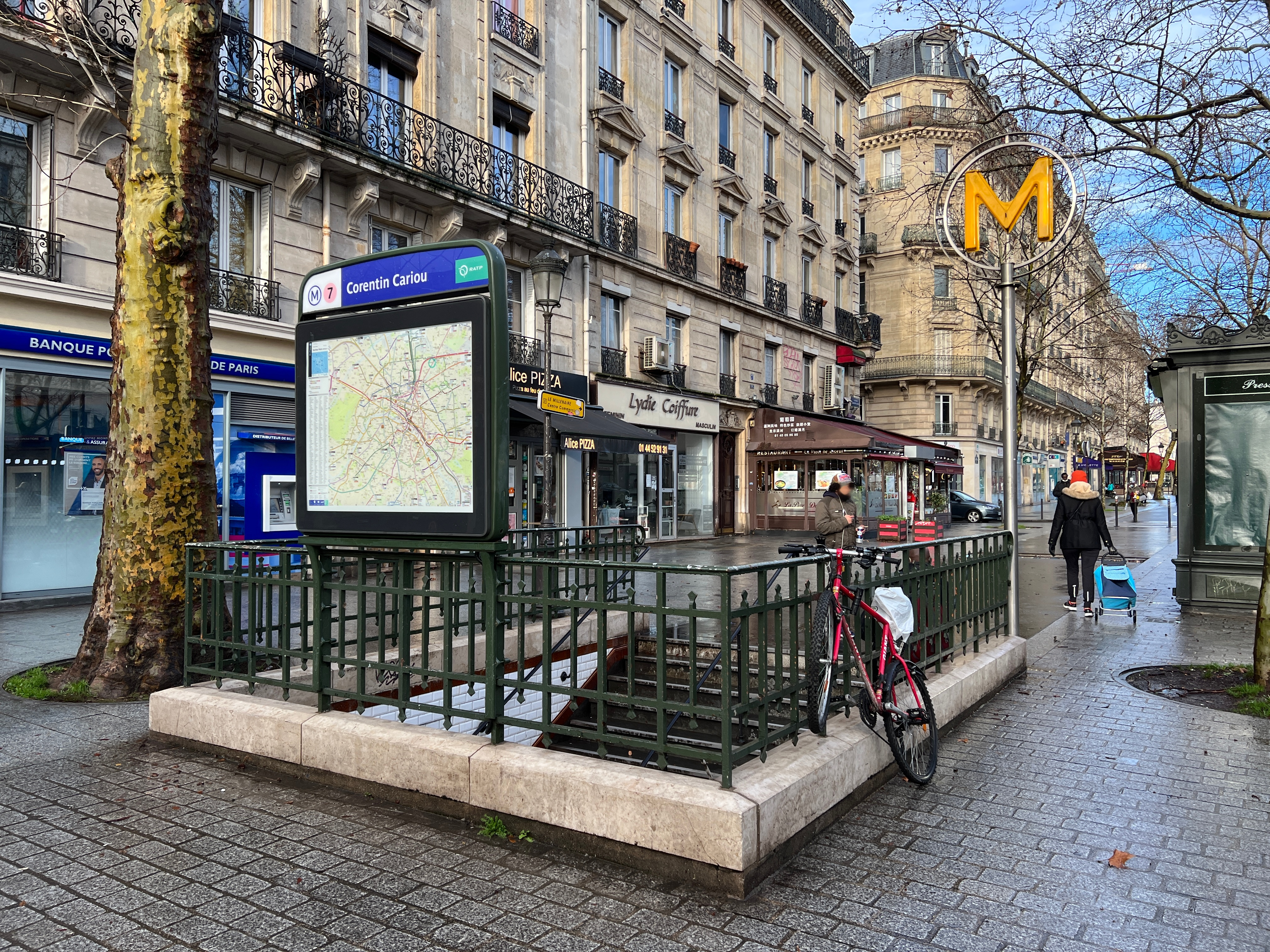
L'accès no 1, « Rue Benjamin-Constant ».
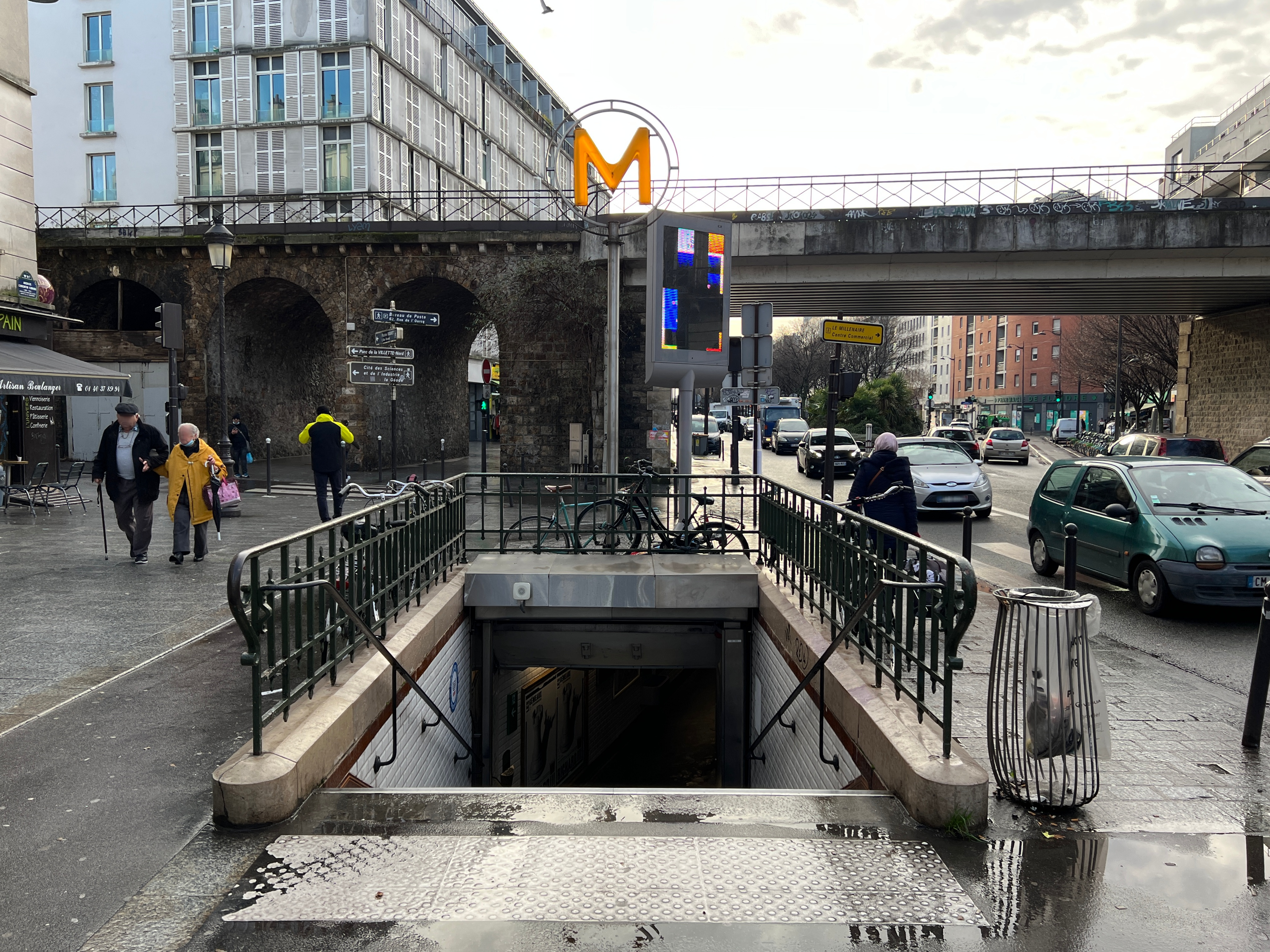
L'accès no 2, « Avenue Corentin-Cariou ».

Depuis 1982, une mosaïque de l'artiste français Hervé Mathieu-Bachelot, intitulée De la verticale à l'oblique, est installée dans chacun des deux couloirs reliant les quais à la salle de distribution des titres de transport. Réalisée en rouge et blanc, elle se compose de petits carreaux plats et fins en grès étiré, comme l'essentiel des œuvres que ce conseiller artistique de la RATP a réalisées pour le métro de Paris dans les années 1980. Le carrelage dessine une série de lignes dont l'orientation évolue d'un axe vertical vers une diagonale, à dominante rouge sur un mur et blanche sur celui d'en-face.

### Quais
Corentin Cariou est une station de configuration standard pour le métro de Paris : elle possède deux quais, d'une longueur conventionnelle de 75 mètres, séparés par les voies du métro situées au centre et la voûte est elliptique. Elle se distingue cependant par la hauteur relativement importante de cette dernière ainsi que par la partie basse de ses piédroits, qui est verticale et non courbée en conséquence, en raison de la moindre largeur de l'actuelle avenue de Flandre à l'époque de la construction de la station. Ce profil caractéristique se retrouvant également aux stations Riquet et Palais-Royal - Musée du Louvre sur la même ligne, ainsi qu'aux stations Victor Hugo (ligne 2), Reuilly - Diderot (ligne 8) et Montgallet (ligne 8).
La décoration est une variante du style utilisé pour la majorité des stations du métro : les carreaux en céramique blancs biseautés recouvrent les piédroits, la voûte ainsi que les tympans, tandis que l'éclairage est assuré par deux bandeaux-tubes suspendus. Les cadres publicitaires sont métalliques et le nom de la station est inscrit sur des plaques émaillées, en lettre capitales ou en police de caractères Parisine selon les emplacements. Les quais sont équipés de sièges de style « Motte » bleus (auparavant blancs) ainsi que de banquettes « assis-debout » argentées.

Quais de la station
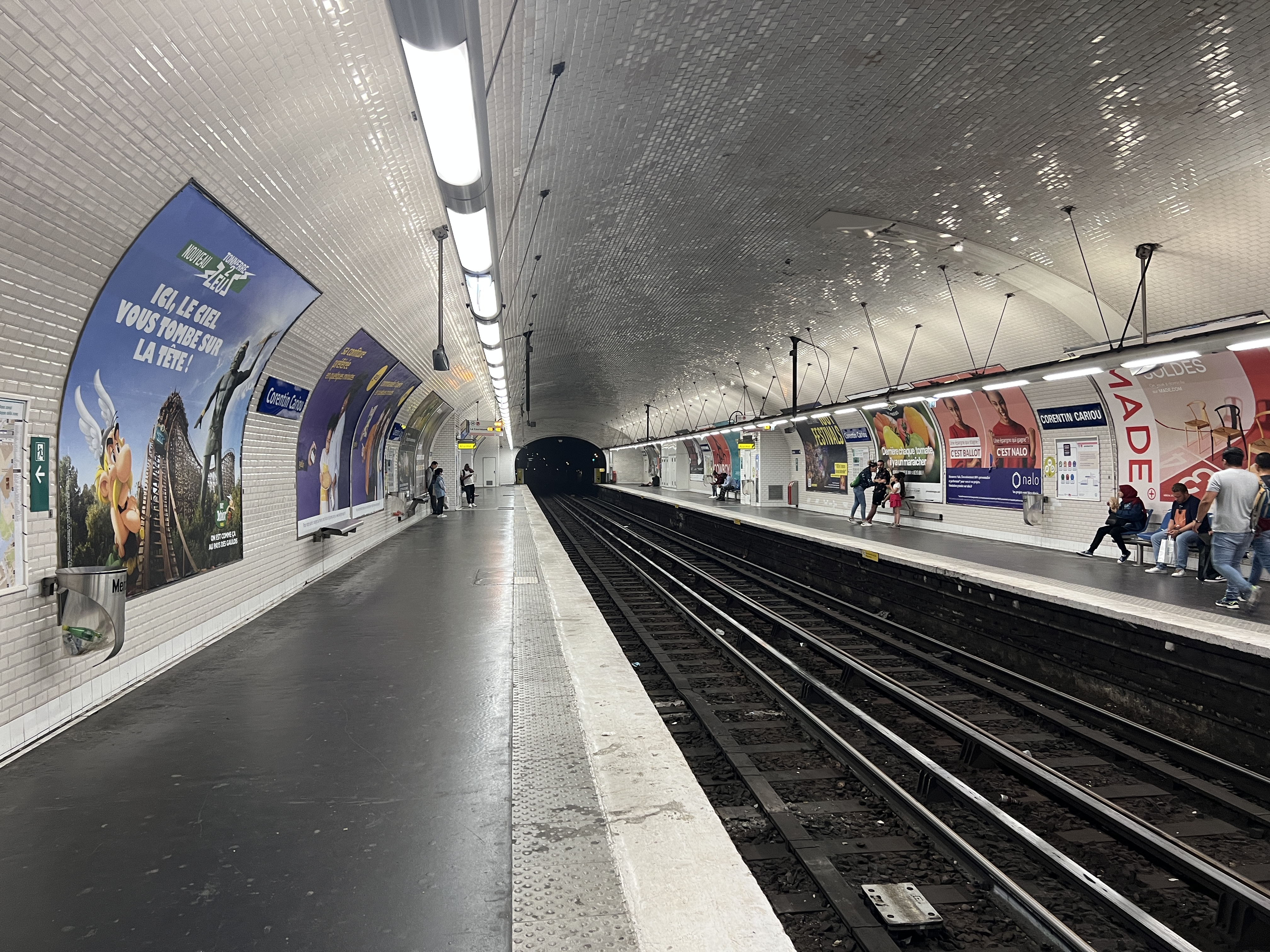
Les quais vus vers Mairie d'Ivry et Villejuif - Louis Aragon.
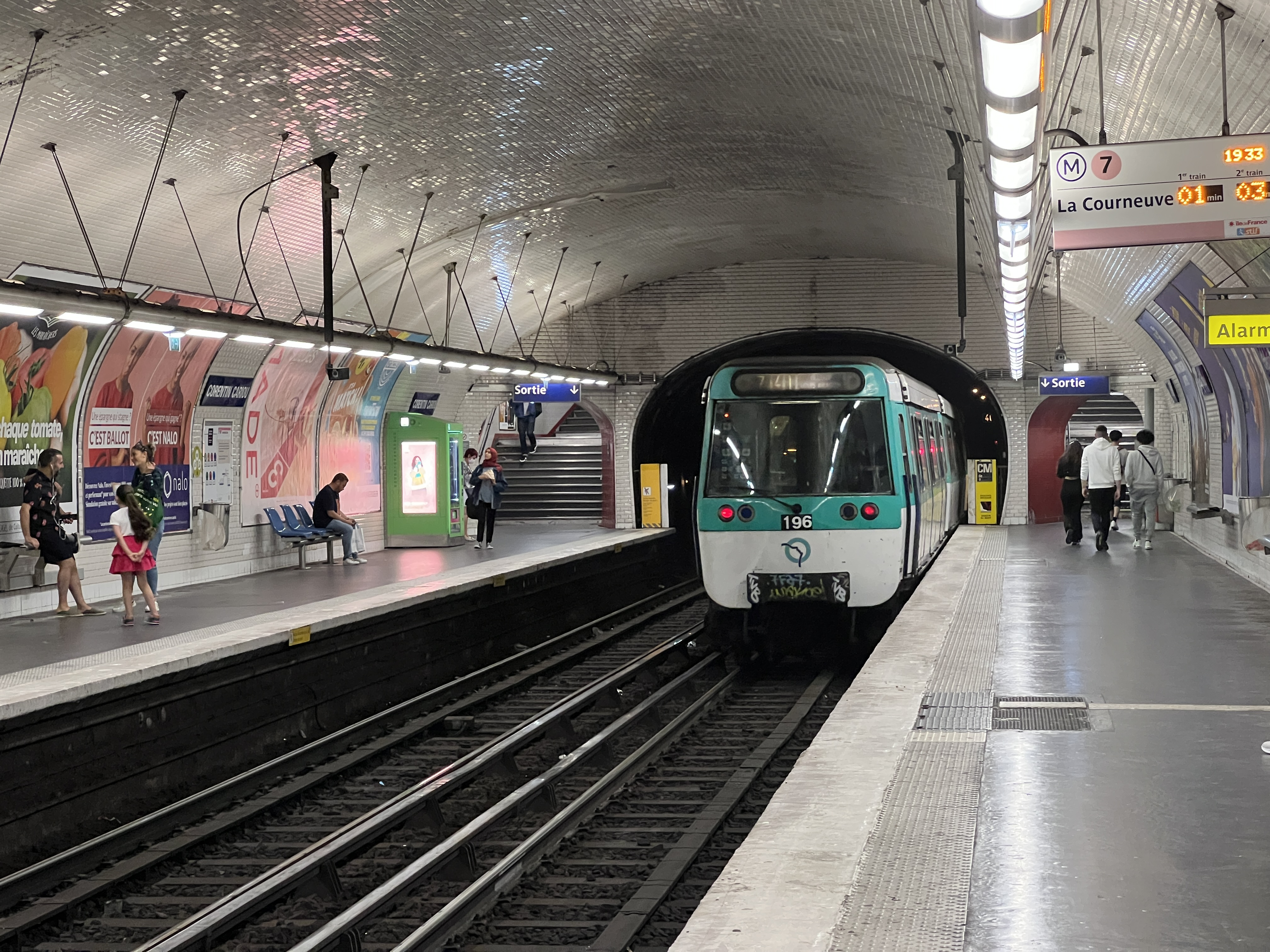
Départ d'une rame MF 77 pour La Courneuve - 8 Mai 1945.
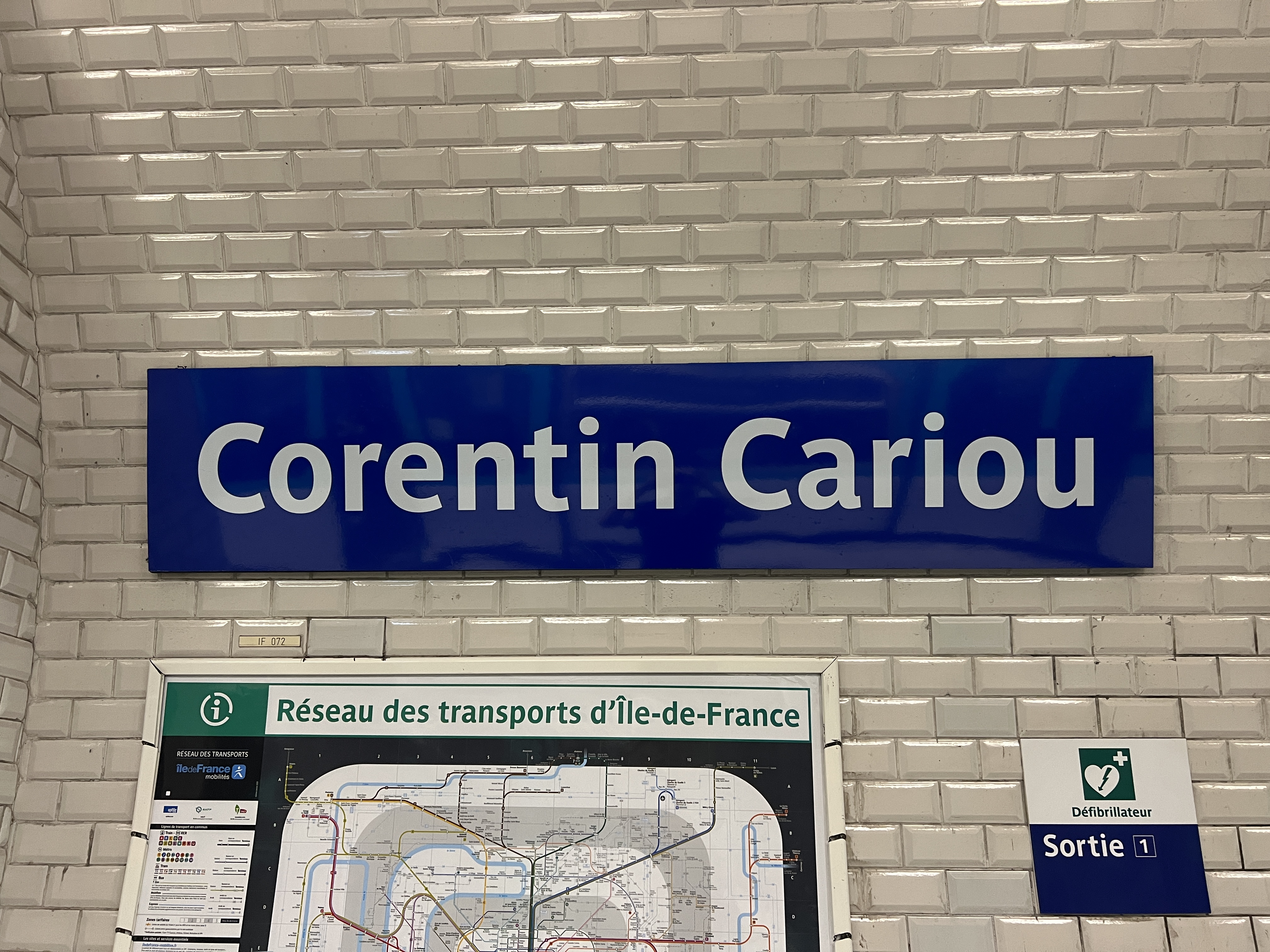
Plaque émaillée indiquant le nom de la station.

### Intermodalité

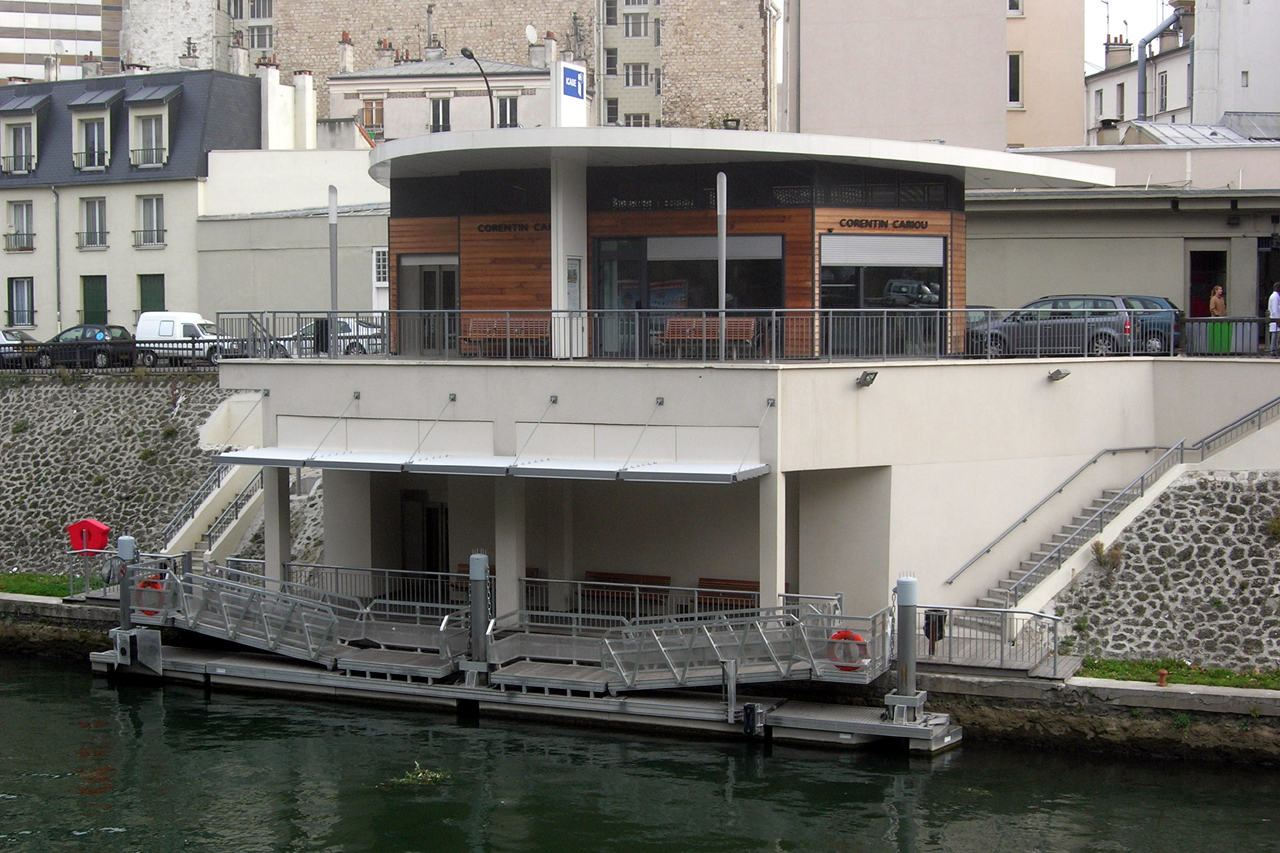
Station Corentin Cariou de la navette fluviale.

Une desserte fluviale est organisée depuis juillet 2007 par la société ICADE afin d'améliorer la desserte de ses parcs d'activité du Millénaire (Paris 19e) et des Entrepôts et magasins généraux de Paris à Aubervilliers depuis un quai d'embarquement situé sur le canal Saint-Denis à proximité de la station Corentin Cariou. Elle permet aux salariés de se rendre en six minutes au débarcadère de la Darse des magasins généraux, également aménagée sur le canal Saint-Denis. Depuis 2010, cette navette, beaucoup plus fréquente, assure la jonction avec le centre commercial Le Millénaire, pour le public.
La station est desservie par les lignes 60 (en direction de Gambetta uniquement) et 71 du réseau de bus RATP et, la nuit, par la ligne N42 du réseau de bus Noctilien.

## À proximité
- Petite Ceinture du 19e (section comprise entre l'avenue de Flandre et la rue Curial)
- École nationale supérieure d'architecture de Paris-La Villette
- Pont de Flandre
- Canal Saint-Denis
- Parc du Pont de Flandre
- Parc de la Villette
- Cité des sciences et de l'industrie
- La Géode
- Square Dampierre - Rouvet
- Canal de l'Ourcq
- Pont de la rue de l'Ourcq
- Square Curial
- Croix de l'Évangile (à distance)